# 4038 Kristina
4038 Kristina è un asteroide della fascia principale. Scoperto nel 1987, presenta un'orbita caratterizzata da un semiasse maggiore pari a 2,366763 UA e da un'eccentricità di 0,130658, inclinata di 6,001974° rispetto all'eclittica.
Fa parte della famiglia di asteroidi Vesta.